# 玉门关
玉門關，俗称小方盘城，位于中國甘肅省酒泉市敦煌市阳关镇二墩村西北，是中國境内連通絲綢之路上的重要關隘之一。
漢武帝置，因西域输入玉石取道于此得名；关城方形如盘，北、西两面有门，北门外不及百米即到疏勒河；和西南的阳关合稱「二關」，同为当时通往西域各地的交通门户，出玉门关为北道，出阳关为南道。六朝时自今安西通哈密一道日益重要，关址东移至安西双塔堡附近；唐朝再次建立，現在的玉門關是汉代玉門關的遺址；宋以后中国同西方的陆路交通逐渐衰落，关废圮。
玉門關在中國古代一直是文人墨客的詠嘆之地，唐代詩人王之渙就曾留下“羌笛何须怨杨柳，春风不度玉门关”的佳句。
1988年，玉門關被確定为全国重点文物保护单位。

## 古詩中的「玉門關」
- 漢‧班超：「臣不敢望到酒泉郡，但願生入玉門關。」
- 唐‧李白〈關山月〉：「長風幾萬里，吹度玉門關。」
- 唐‧王昌龄〈從軍行〉：「青海長雲暗雪山，孤城遥望玉門關。」
- 岑参〈玉門關蓋將軍歌〉：「蓋將軍，真丈夫。行年三十執金吾，身長七尺頗有須。玉門關城迥且孤，黃沙萬里白草枯。」
- 唐‧胡曾〈詠史詩‧玉門關〉：「西戎不敢過天山，定遠功成白馬閒。半夜帳中停燭坐，唯思生入玉門關。」
- 唐‧王之渙〈涼州詞〉：「黃河遠上白雲間，一片孤城萬仞山。羌笛何須怨楊柳，春風不度玉門關。」
- 唐‧李白〈子夜吳歌·秋歌〉：「秋风吹不尽，总是玉关情。」
- 唐‧柳中庸〈徵怨〉：「歲歲金河復玉關，朝朝馬策與刀環。三春白雪歸青冢，萬里黃河繞黑山。」

## 古代地理文獻中的玉門關
- 《汉书·地理志》:“阳关、玉门关，皆都尉治”。
- 《后汉书，西域传》阳嘉四年“乃令敦煌太守发诸国兵及玉门关候、伊吾司马救车师”

- 唐道宣《釋迦方》“其中道者，從鄯州東川行百餘里，又北出六百餘里至涼州，東去京師二千里。從涼州西而少北四百七十里至甘州，又西四百里至肅州，又西少北七十五里至故玉門關，關在南北山間。又西減四百里至瓜州，西南入磧，三百餘里至沙州，又西南入磧，七百餘里至納縛波故國，即婁蘭地，亦名鄯善。又西南千餘里至折摩陀那故國，即沮沫地，又西六百餘里至都羅故國，皆荒城耳”

## 河仓城

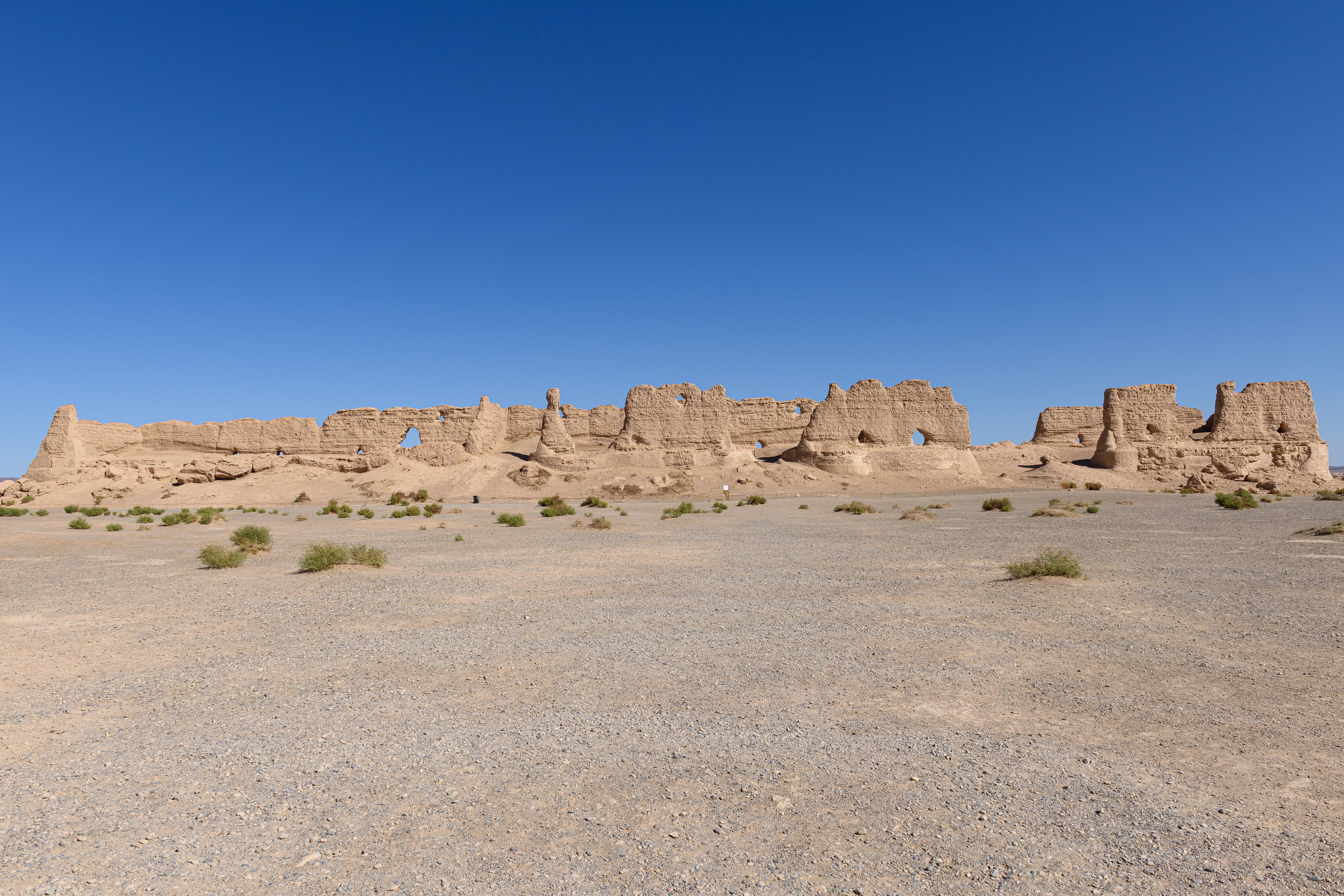
大方盘城遗址

河仓城，俗称大方盘城，位于玉门关东北约15公里处，在东西走向疏勒河古道旁的凹地上。